# Baldwin (New York, Chemung megye)
Baldwin város az USA New York államában, Chemung megyében. Lakosainak száma 812 fő (2020. április 1.).

## Népesség
A település népességének változása:

| 2010 | 832 |
| 2020 | 812 |